# Aurelio Angonese
Aurelio Angonese (né le 16 avril 1929 à Venise) est un ancien arbitre italien de football.

## Biographie
Débutant en 1960, Aurelio Angonese fut arbitre international de 1967 à 1974.

## Carrière
Aurelio Angonese a officié dans des compétitions majeures :
- Coupe intercontinentale 1971 (match retour)
- Coupe d'Italie de football 1972-1973 (finale)
- Coupe du monde de football de 1974 (2 matchs)